# Euphoria (Software)

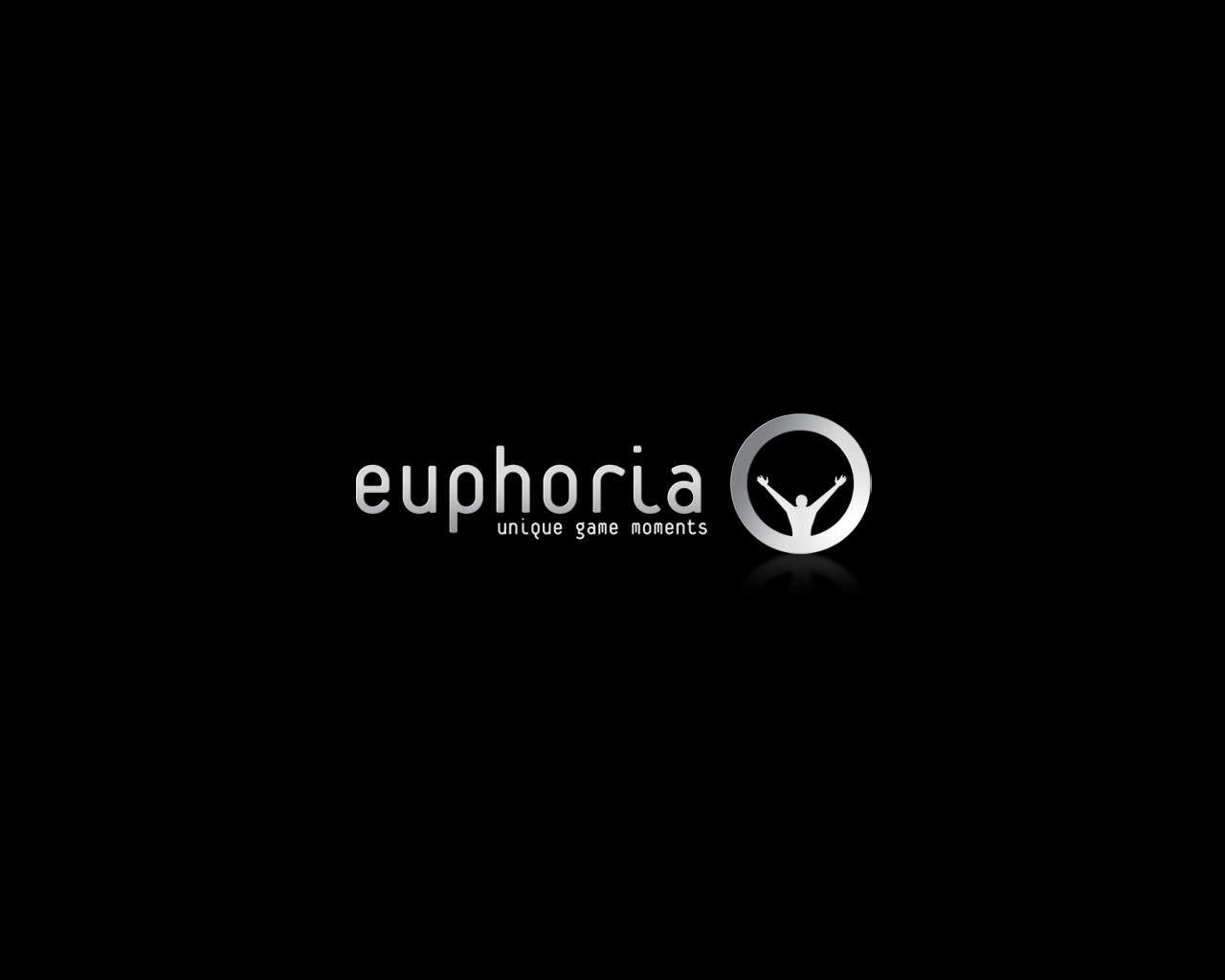

Euphoria ist ein von NaturalMotion entwickeltes Software Development Kit für Computerspiele und dient als Engine für Animationen verschiedener Objekte. Sie wird zum Beispiel als Bestandteil der RAGE-Engine von Grand Theft Auto IV, Grand Theft Auto V und Red Dead Redemption benutzt.

## Besonderheiten
Während viele Videospiele noch auf den sog. Ragdoll-Algorithmus zur Berechnung realistisch fallender Körper setzen oder einfache Animationen, basierend auf Ergebnissen des Motion-Capturing-Verfahrens, integrieren, zielt Euphoria darauf ab, dieses Verhalten deutlich realistischer und on-the-fly darzustellen. Zu diesem Zweck besitzt jede dreidimensionale Spielfigur virtuelle Muskeln und ein Nervensystem. Die Gesten und Reaktionen der Spielfiguren sind im Falle eines Sturzes oder eines Treffers durch einen Schuss immer verschieden, auch dann, wenn die gleiche Szene erneut abgespielt wird.